# Goldameise
Die Goldameise wird im dritten Buch von Herodots Historien beschrieben. Demnach gebe es in Indien Ameisen, die „kleiner als Hunde, aber größer als Füchse“ seien, und außerdem schneller als jedes andere Tier. Wegen ihrer Hitzeempfindlichkeit grüben sie unterirdische Gänge und förderten mit dem Aushub große Mengen von Gold an die Oberfläche. Dieses Gold sammelten die Inder ein, wobei sie sich aber beeilen müssten, da die Ameisen Menschen am Geruch erkennten und sie verfolgten.
Plinius der Ältere übernahm Herodots Schilderungen der Goldameise in seiner Naturalis historia (11,111), ohne ihnen etwas hinzuzufügen.

## Hintergründe
Die Verwendung der Goldameisen in Herodots Historien erfolgte wohl aufgrund einer Wissenslücke Herodots. Er beschreibt in den Historien die Grundvoraussetzungen für den Persischen Krieg. Hierzu zählen auch Tributszahlungen an den persischen König Dareios I. von indischen Stämmen. Das hohe Aufkommen von Gold in dieser Region kann er auf andere Weise nicht erklären. Ein weiterer Grund ist die Erwartung des Lesers an eine Indienbeschreibung in der Zeit der griechischen Antike. Wahrscheinlich enthält diese herodoteische Fabel aber auch einen wahren Kern: Herodots Goldameisen sind nach den Forschungen des Ethnologen Michel Peissel mit den im Himalaya lebenden, goldfarbenen Murmeltieren gleichzusetzen. Diesen Gedanken äußerte schon der Brite Alexander Cunningham, der Ladakh als mögliches Land der Gold grabenden Ameisen vermutete. Auch wurde erwogen, dass es sich bei den Goldameisen um Menschen handeln könnte, die mit Fellen bekleidet von Ferne wie nach Gold grabende Tiere aussahen.
Die Größe der Tiere ist nach Herodot eine Besonderheit Indiens. In Indien sind nach Herodot alle Tiere größer als in anderen Ländern. Es ist keine Besonderheit, die nur auf die Riesenameisen zutrifft, sondern generelle Geltung für fast alle Tiere besitzt. Die Ameisen werden also in Herodots Historien nach den Vorstellungen antiker Menschen vom Rand der Welt beschrieben. Beispiele für eine Beschreibung der Ränder der Welt liefern auch Hekataios von Milet und andere Geographen der Antike. Sie sind Vorbilder und Quellen Herodots.